# Godzilla: The Series
Godzilla: The Series is een Amerikaanse animatieserie gebaseerd op het filmmonster Godzilla. De film is een spin-off van de Amerikaanse Godzillafilm uit 1998. De serie liep van 1998 tot 2000, met een totaal van 40 afleveringen.
De serie heeft een tekenstijl gelijk aan die van Men in Black: The Series en Extreme Ghostbusters.

## Verhaal
De serie gaat verder waar de film ophield. Dr. Nick Tatopoulus ontdekt in de ruïnes van Manhattan het laatste nog levende jong van Godzilla. De jonge Godzilla vormt een band met Nick.
Nadat deze Godzilla volwassen is, wordt Nick lid van de Humanitarian Environmental Analysis Team (of kortweg "HEAT"), een onderzoeksteam dat overal ter wereld onderzoek doet naar andere kolossale monsters. Godzilla, die nog steeds aan Nicks kant staat, helpt het team deze monsters te bevechten.

## Achtergrond
De serie is meer in overeenstemming met de Japanse Godzillafilms dan de Amerikaanse film waar hij op gebaseerd is. De Godzilla in deze serie heeft net als de Japanse Godzilla een atoomstraal, terwijl de Amerikaanse Godzilla dit niet had.
De serie introduceert twee nieuwe personages: Monique Dupre, een Franse geheim agente gestuurd door Philippe Roache (een personage uit de film) en Randy Hernandez, een computerhacker.
Ondanks de slechte kritieken die de film kreeg, werd de animatieserie goed ontvangen. De serie liep aanvankelijk goed, tot hij werd overschaduwd door de Pokémon – Digimon oorlog tussen Kids WB en Fox Kids. Hierdoor werd Godzilla verplaatst naar een andere uitzendtijd, wat de kijkcijfers niet ten goede kwam.

## Personages

### Het H.E.A.T. Team
- Dr. Niko "Nick" Tatopoulos – leider van H.E.A.T., en de adoptiefvader van Godzilla. Hij heeft een reputatie als de man die New York redde van de originele Godzilla.

- Monique Dupre – Frans geheim agente die aan het team is toegewezen door Philippe. Ze is gespecialiseerd in gevechten en infiltraties. Haar missie was aanvankelijk het monster te doden, maar nadat Godzilla haar redde veranderde ze van gedachten. Ze komt over het algemeen koud en ongeïnteresseerd over, maar diep van binnen heeft ze gevoelens voor Randy.

- Randall "Randy" Hernandez – ervaren computerhacker, en medewerker van Nick. Hij heeft kennis over vrijwel alles wat met technologie te maken heeft.

- Dr. Mendel Craven – lafaard die allergisch lijkt te zijn voor alles om hem heen. Hij is de monteur van het team, en zijn rol is beperkt tot het werken aan robots en machines. Hij heeft ook kennis van scheikunde.

- Dr. Elsie Chapman – een van de originele leden van Nicks team.

- N.I.G.E.L. – analyserobot gemaakt door Mendel. Hij wordt in vrijwel elke aflevering vernietigd, maar is in de erop volgende aflevering weer herbouwd.

- Godzilla – enige overlevende van de kinderen van de originele Godzilla. Hij ziet Nick als een van zijn ouders, waardoor Nick hem kan commanderen. Hij kan zich niet voortplanten zoals de originele Godzilla, maar kan wel stralen van nucleaire energie afvuren.

### Bondgenoten
- Burgemeester Anthony Hicks – burgemeester van New York. Hij heeft een zwak voor Godzilla.

- Audrey Timmonds – Nicks vriendin, wier carrière als journalist hun relatie vaak in de weg staat.

- Victor "Animal" Palotti – cameraman van New York's Channel 8 News, en Audrey’s vaste partner. Telkens als hij in gevaarlijke situaties terechtkomt, is zijn eerste reactie "Lucy's gonna kill me!".

- Philippe Roache – leider van de Franse geheime dienst. Hij leidde het team dat de eerste Godzilla opjoeg en vernietigde. Hij is de baas van Monique.

- Dr. Yukiko Ifukube – leider van een speciale eenheid uit Japan. Ze staat erom bekend Godzilla altijd bij zijn Japanse naam, Gojira, te noemen. Ze heeft een enorme robot waarmee ze Japan verdedigt tegen monsters.

- Komodithrax – gemuteerde komodovaraan, en Godzilla’s geliefde. Ze kwam om toen ze in een ravijn viel.

### Schurken
- Cameron Winter – voormalige klasgenoot en rivaal van Nick. Hij wil Godzilla gebruiken voor zijn eigen doeleinden. Hij maakte voor dit doel onder andere de "Cyber Flies" en het monster "Chameleon".

- The Redneck Hunters (Dale, Bill, & Hank) – trio van jagers dat naar New York is gekomen om “het grootste wild ooit” op te jagen. Ze dienen als de vrolijke noot in de serie met hun plannen om Godzilla te vangen.

- The Tachyons – oud ras van psychisch begaafde aliens. Een van hun schepen stortte neer op aarde tijdens de tijd van de dinosauriërs. Ze willen de aarde veroveren, maar worden tegengewerkt door HEAT.

## Afleveringen

### Seizoen 1
- 01.01: "New Family, Part 1"
- 01.02: "New Family, Part 2"
- 01.03: "Talkin' Trash"
- 01.04: "D.O.A."
- 01.05: "The Winter of Our Discontent"
- 01.06: "Cat and Mouse"
- 01.07: "Leviathan"
- 01.08: "What Dreams May Come"
- 01.09: "Hive"
- 01.10: "Bird of Paradise"
- 01.11: "DeadLoch"
- 01.12: "Competition"
- 01.13: "Monster Wars, Part 1"
- 01.14: "Monster Wars, Part 2"
- 01.15: "Monster Wars, Part 3"
- 01.16: "Freeze"
- 01.17: "Bug Out"
- 01.18: "Web Site"
- 01.19: "An Early Frost"
- 01.20: "Juggernaut"
- 01.21: "Trust No One"

### Seizoen 2
- 02.01: "Future Shock"
- 02.02: "S.C.A.L.E."
- 02.03: "Protector"
- 02.04: "Freak Show"
- 02.05: "End of the Line"
- 02.06: "What a Long, Strange Trip It's Been"
- 02.07: "Wedding Bells Blew"
- 02.08: "Metamorphosis"
- 02.09: "Area 51"
- 02.10: "The Twister"
- 02.11: "Shafted"
- 02.12: "Where Is Thy Sting?"
- 02.13: "Lizard Season"
- 02.14: "Underground Movement"
- 02.15: "Ring of Fire"
- 02.16: "Cash of the Titans"

### Niet uitgezonden afleveringen
- "Vision"
- "The Ballad of Gens du Marais"
- "Tourist Trap"

## Trivia
- Fans hebben vele bijnamen bedacht voor de Godzilla uit deze serie, waaronder Toonzilla, Zilla Junior, en True American Godzilla.
- Ian Ziering wilde eigenlijk de stem doen van Cameron Winter, maar kreeg de rol van Nick Tatopoulos.
- Malcolm Danare, Kevin Dunn, en Micheal Lerner spreken allemaal de stemmen in van de personages die ze in de film speelden.
- N.I.G.E.L.'s vernietiging in elke aflevering is een referentie naar de dood van Kenny McCormick in South Park.
- De Redneck hunters zijn gebaseerd op personages uit de serie King of the Hill.
- Een speelgoedlijn gebaseerd op de serie werd wel ontwikkeld, maar nooit in de handel genomen.